# Krokus
Krokus — хард-рок группа из Швейцарии. Основана в городе Золотурн в 1974 году басистом и основным вокалистом Крисом фон Рором и гитаристом Томми Кифером. Позже к группе присоединился вокалист группы Eazy Money Марк Стораче. В таком составе был записан альбом «Metal Rendez-vous» (1980).

## История
Крис фон Рор, будучи барабанщиком, в конце 1970-х стал солистом группы. С ним во главе группа стала популярной в Швейцарии и совершила тур по стране. После того, как группа увидела концерт AC/DC, группа изменила своё направление и стала играть более тяжелую музыку. Но Крис фон Рор не всегда справлялся с обязанностями вокалиста и группа решила найти другого. В итоге был приглашен Марк Стораче из группы «Eazy Money», и в 1980 году Krokus записали альбом «Metal Rendez-vous», который привел к огромному международному признанию.
Группа начала набирать популярность, совершив ряд туров[когда?] с группами Nazareth в Европе и AC/DC, Motorhead, Rainbow, Rush, Def Leppard, Judas Priest в Америке.
Следующий альбом, «Hardware», был записан в 1981 году на студии Hammersmith studios в Лондоне, а песни из этого альбома («Easy Rocker», «Rock City»), до сих пор являются одними из главных в репертуаре группы.
В 1982 году Krokus записали альбом «One Vice at a Time», с такими хитами как «Long Stick Goes Boom», и помогли группе The Guess Who записать альбом «American Woman». Крис фон Рор описал этот альбом так: «Это альбом AC/DC, но так никогда и не выпущенный», так как песни были схожи по звучанию с хитами AC/DC. Этот факт подвергал сомнению творческий потенциал группы, так как многие полагали, что они были просто подражателями. Однако, Krokus становился все более и более популярным в Европе и, особенно, в Соединенных Штатах.
Альбом «Headhunter» 1983 года поднялся до 25-го места в музыкальных чартах и был награждён платиновым диском в США. «Headhunter» — самый успешный альбом группы и самое большое достижение в музыке.
Все альбомы Krokus стали «платиновыми» в Швейцарии.
В 2005 году ведущий гитарист Фернандо фон Арб покинул группу из-за проблем с запястьем, которые потребовали хирургического вмешательства. Мэнди Мейер, который играл в группе в начале 1980-х, заменил Фернандо. В новом составе группа в 2006 году записала альбом «Hellraiser», который в первый же день продаж получил в Швейцарии награду «Золотой диск». Также альбом получил очень лестные отзывы от критиков. В своём интервью в 2008 году Марк Стораче заявил, что «Krokus» все чаще играет в жанре «Heavy metal».
Воссоединение
18 ноября 2007 года Крис фон Рор, Фернандо фон Арб, Фриди Стиди, Марк Колер и Марк Стораче вновь объединились, чтобы сыграть песни («Tokyo Nights», «Bedside Radio» и «Heatstrokes») на ТВ-шоу «Die grossten Schweizer Hits» на швейцарском телевидении. Это событие устранило разногласия между членами группы 1982 года, и 20 апреля 2008 года было объявлено, что классический состав «Krokus» вновь вместе, и группа собирается совершить кругосветный тур. 2 августа того же года группа «в старом составе» выступила на концерте в Stade de Suisse в Берне, где исполнили официальный гимн Чемпионата мира по хоккею с шайбой 2009, который проходил на их родине в Швейцарии. Песня называлась «Live for the Action».
3 марта 2010 года группа выпустила альбом «Hoodoo», в 2013 — «Dirty Dynamite».

## Название группы
Название группы произошло от обычного цветка крокуса, который повсеместно растет в южной Европе. Основатель группы Крис фон Рор однажды возвращался домой в поезде и увидел поле цветов крокуса. Идея о рок-группе давно была сформирована, но не было лишь названия. Фон Рор предложил назваться Krokus и участники группы поддержали идею, заметив, что оно идеально подходит, так как в слове «krokus» есть слово «рок».

## Дискография

### Студийные альбомы
- Krokus (1976)
- To You All (1977)
- Painkiller (1978)
- Metal Rendez-vous (1980)
- Hardware (1981)
- One Vice at a Time (1982)
- Headhunter (1983)
- The Blitz (1984)
- Change of Address (1986)
- Heart Attack (1988)
- Stampede (1990)
- To Rock or Not to Be (1995)
- Round 13 (1999)
- Rock the Block (2003)
- Hellraiser (2006)
- Hoodoo (2010)
- Dirty Dynamite (2013)
- Big Rocks (2017)

### Концертные записи
- Alive & Screamin'  (1986)
- Fire and Gasoline (2004)
- Long Stick Goes Boom: Live from da House of Rust (2014)

### Альбомы - сборники
- Early Days '75-'78 (1980)
- Stayed Awake All Night — The Best (1987)
- The Dirty Dozen (1993)
- Definitive Collection (2000)
- The Collection (2000)
- Best Of (2000)
- Long Stick Goes Boom: The Anthology (2003)

### Отдельные песни на совместных концертах
- «Tokyo Nights» (1980)
- «Heatstrokes» (1980)
- «Bedside Radio» (1980)
- «Winning Man» (1981)
- «Rock City» (1981)
- «American Woman» (1982)
- «Save Me» (1982)
- «Bad Boys Rag Dolls» (1982)
- «Stayed Awake All Night» (1983)
- «Screaming tn the Night» (1983)
- «Midnite Maniac» (1984)
- «Ballroom Blitz» (1984)
- «Our Love» (1984)
- «School’s Out» (1986)
- «Screaming in the Night (Live)» (1987)
- «Let the Love Begin» (1987)
- «Let It Go» (1988)
- «Wild Love» (1988)
- «You Ain’t Seen Nothin' Yet» (1994)
- «I Want It All» (2003)
- «Angel of My Dreams» (2006)

### Видео
- The Video Blitz (1985, VHS)
- Fire And Gasoline (2004, Бонус DVD)
- As Long As We Live (2004, DVD)